# Place Norman-Bethune
La place Norman-Bethune est une place de Montréal. 

## Situation et accès
Cette place publique située au centre-ville est située à l'intersection du boulevard de Maisonneuve (Ouest) et de la rue Guy. Allant vers l'ouest, le boulevard de Maisonneuve courbe à cet endroit pour continuer en ligne droite plus au sud.

## Origine du nom
La place rend hommage à Norman Bethune (1890-1939), médecin ontarien ayant pratiqué plusieurs années à Montréal, qui a œuvré de nombreuses années en Chine.

## Historique
La place Norman-Bethune a été inaugurée le 23 mars 1976. En 1976, la république populaire de Chine avait gracieusement offert la statue de Norman Bethune que l'on trouve sur cette place.

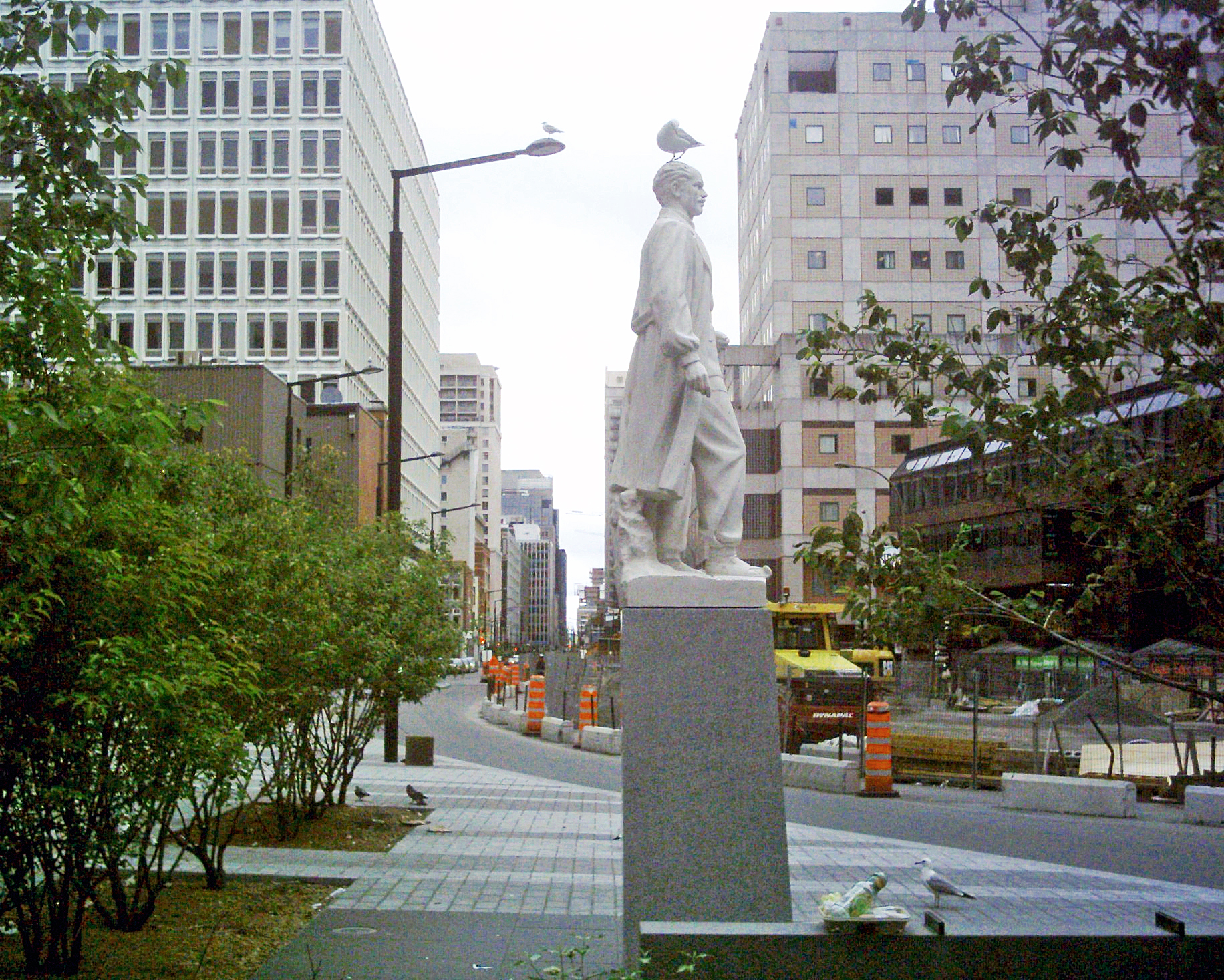
Place Norman-Bethune à Montréal, à l'est de la rue Guy et au nord du boulevard de Maisonneuve

### Réaménagement de la Place
Dans le cadre du 70e anniversaire de la participation de Bethune à la guerre sino-japonaise en Chine (1938-2008), la Ville de Montréal a entrepris en 2008 un réaménagement majeur de la place Norman-Bethune au coût de 3 millions de dollars. Le tout est complété à l'automne 2009.

## Bâtiments remarquables et lieux de mémoire
On y trouve une statue de Norman Bethune.